# Alocha rossi
Alocha rossi är en insektsart som först beskrevs av Young 1977.  Alocha rossi ingår i släktet Alocha och familjen dvärgstritar. Inga underarter finns listade i Catalogue of Life.